# Haste the Day
Haste the Day is een Amerikaanse metalcoreband afkomstig uit Carmel, Indiana.

## Biografie
De band werd opgericht als trio in 2001 door gitarist Brennan Chaulk, drummer Devin Chaulk, en bassist Mike Murphy. De naam van de band is bedacht door Chaulk, die de frase had gelezen in het hymne It Is Well with My Soul van Horatio Spafford. In 2002 vond de band in Jimmy Ryan, die daarvoor lid was van de deathmetalband Upheaval, een nieuwe leidende vocalist. Die zomer brachten ze hun debuut EP That They May Know You uit. In 2003 tekende de band een contract bij Solid State Records, waar ze op 9 maart 2004 hun debuutalbum  Burning Bridges uitbrachten.
Op 17 juli 2008 maakte de band bekend dat zij Jason Barnes gevraagd hadden de band te verlaten, omdat hij niet meer gelovig zou zijn. Datzelfde jaar verliet ook Devin Chaulk de band. Een jaar later verloor de band ook Brennan Chaulk, die zich wou gaan richten op het maken van praisemuziek. Ondertussen toerde de band extensief. Zo waren ze als voorprogramma van Norma Jean te zien tijdens diens The Anti–Mother Tour, deden ze hun eigen 12 Days of Christmas tour, alsook de Saints and Sinners Tour, die hen naast bands als Hollywood Undead en Senses Fail door Zuid-Afrika voerde.
In 2010 bracht de band het album Attack of the Wolf King uit dat ze promootten als voorprogramma van de Britse band Enter Shikari tijdens diens Destabilize North America Tour. Ook waren ze dat jaar te zien op de Glamour Kills Stage van de Vans Warped Tour. Op 22 november 2010 kondigde de band haar afscheid aan, een dag later gevolgd door de heruitgave van de drie eerste albums van de band.
Op 2 mei 2014 gaf de band weer een optreden in hun originele line-up, ter ere van het 10-jarig jubileum van hun debtuutalbum, Burning Bridges. Later kondigden ze ook een nieuw album aan, waarvoor ze een crowdfundingsactie opstartten via Indiegogo. Op 18 mei 2015 bracht de band het album Coward uit, dat op een vijftiende plaats zou pieken in de Billboard 200. Na enkele shows gegeven te hebben, nam de band in 2016 opnieuw een pauze voor onbekende tijd.

## Bezetting
| Formatie tot 2016 - Jimmy Ryan – vocalen (2002-2005, 2014-2016) - Stephen Keech – vocalen (2014-2016), leidende vocalen (2006-2011) - Brennan Chaulk – slaggitaar, vocalen (2001-2009, 2014-2016) - Scotty Whelan – gitaar, achtergrondvocalen (2009-2011, 2014-2016) - Dave Krysl – leidende gitaar (2009-2011, 2014-2016) - Mike Murphy – bas, achtergrondvocalen (2001-2011, 2014-2016) - Giuseppe Capolupo – drums, percussie (2009-2011, 2014-2016) | Voormalige leden - Jason Barnes – leidende gitaar (2001-2008) - Devin Chaulk – drums, percussie, schone vocalen (2001-2008) |

Tijdlijn

## Discografie
- 2004: Burning Bridges (Solid State Records)
- 2005: When Everything Falls (Solid State Records)
- 2007: Pressure the Hinges (Solid State Records)
- 2008: Dreamer (Solid State Records)
- 2010: Attack of the Wolf King (Solid State Records)
- 2015: Coward

Ep's
- 2002: That They May Know You (Zelfstandig)
- 2007: Stiches/Deth Kult Social Club (met From Autumn to Ashes)

Livealbums
- 2011: Haste the Day vs. Haste the Day (Live-Studioalbum)

Compilatiealbums
- 2010: Concerning the Way It Was (heruitgave van de eerste drie albums)
- 2012: Best of the Best (Best-of-Album)